# Supercoppa Serie C 2022
La Supercoppa Serie C 2022 è stata la 22ª edizione della Supercoppa Serie C. Il torneo è un triangolare a cui partecipano le vincitrici dei tre gironi della Serie C 2021-2022. Il torneo è stato vinto dal Modena, alla sua seconda affermazione.

## Squadre partecipanti
Le squadre partecipanti all'edizione 2022 sono:
- Südtirol Vincitore del girone A di Serie C 2021-2022
- Modena Vincitore del girone B di Serie C 2021-2022
- Bari Vincitore del girone C di Serie C 2021-2022

## Formula
Questa edizione prevede le seguenti regole:
- 1ª giornata: la squadra che riposa nella prima giornata viene decisa da un sorteggio, e dallo stesso viene sorteggiata la prima squadra destinata a giocare in trasferta.
- 2ª giornata: alla seconda giornata si affrontano la squadra che ha riposato e quella che perde la prima gara o, in caso di pareggio, quella che ha giocato la prima gara in casa.
- 3ª giornata: si affrontano le due squadre non incontratesi nelle due giornate precedenti.

La squadra che si piazza al primo posto viene designata vincitrice del trofeo. In caso di arrivo a pari punti, valgono le seguenti regole:
1. differenza reti nelle gare del girone di Supercoppa;
2. maggior numero di reti segnate nelle gare del girone di Supercoppa;
3. maggior numero di reti segnate nelle gare esterne del girone di Supercoppa;
4. sorteggio.

## Incontri
| Arbitro: | Scarpa (Collegno) |

|              |           |                          |
| D'Errico 33’ | Marcatori | 50’ De Col 72’ Casiraghi |

| Arbitro: | Di Marco (Ciampino) |

|                        |           |                           |
| Bonfanti 20’, 51’, 74’ | Marcatori | 9’, 24’ Citro 31’ Mallamo |

| Arbitro: | Marotta (Sapri) |

|  |           |                            |
|  | Marcatori | 50’ Bonfanti 55’ Scarsella |

## Classifica
| Squadra  | P.ti | G | V | N | P | GF | GS | DR |
| -------- | ---- | - | - | - | - | -- | -- | -- |
| Modena   | 4    | 2 | 1 | 1 | 0 | 5  | 3  | +2 |
| Südtirol | 3    | 2 | 1 | 0 | 1 | 2  | 3  | -1 |
| Bari     | 1    | 2 | 0 | 1 | 1 | 4  | 5  | -1 |